# 香西洋樹
香西 洋樹（こうさい ひろき、1933年2月8日 - ）は、日本の天文学者。専門は、彗星・小惑星の研究。多数の小惑星を発見した。「光害」を提唱した第一人者。

## 人物・業績
岡山県倉敷市出身。金光学園高等学校卒業、慶應義塾大学文学部中退。出身は文科系だが、アマチュア天文家ではなく国立天文台光学赤外線天文学研究系助教授を務めたプロの研究者であり、その点において香西は日本の天文学界でも異色の存在であるといえる。国立天文台退官後に、鳥取市さじアストロパーク・佐治天文台長に就任した。全国星空継続観察技術検討委員会委員を務め、皆既日食観測の海外ツアーを多数主催したことでも知られている。アマチュアとの交流にも積極的である。2019年、これらの功績により、星取県推進功労者知事表彰を受賞した。
香西が発見した小惑星には、(3319) 吉備、(3320) 難波、(3392) 瀬戸内、（14795）坪内逍遥、(14820) 會津八一などをはじめ、金光教に因んだ（4526）金光や、その関係者に因んだ（15672）佐藤範雄、（11254）金光碧水、（11255）藤井永喜雄がある。合計93個の小惑星を発見し、そのうち1個は佐々木五郎と、残り92個は古川麒一郎との共同発見である。また、(3370) 香西は、香西の功績を称えて命名された。
香西は一つ彗星を発見している。それはスキッフ・香西彗星 (D/1977 C1) しかし、2006年時点、行方不明である。
文学にも造詣が深く、ウィリアム・シェイクスピアに関する著書もある。

## 著書

### 単著
- 香西洋樹『天体写真の写し方』地人書館〈天体写真講座〉、1975年。 NCID BN04844768。
- 日本天文学会『星図星表めぐり : その活用百科』誠文堂新光社、1977年。 NCID BN04858321。
- 香西洋樹『天体写真入門 : 星空との楽しい対話法と撮影法』講談社〈ブルーバックス B-354〉、1978年。ISBN 4061179543。 NCID BN01802590。
- 香西洋樹『シェイクスピア星物語』講談社、1996年。ISBN 406208225X。 NCID BN14738993。全国書誌番号:97006720。

### 共著
- 下保茂, 香西洋樹, 真鍋良之介『天文用語事典』誠文堂新光社、1971年。 NCID BN03999521。
- 広瀬秀雄, 古川麒一郎, 香西洋樹『彗星を追う』地人書館〈目で見る天文ブックス〉、1971年。 NCID BN02233399。全国書誌番号:69005111。
- 香西洋樹『日本のほしぞら : 天体写真集』地人書館、1974年。 NCID BN14084489。全国書誌番号:69006365。
- 香西洋樹, 秦茂『天体写真の応用と工作』地人書館〈天体写真講座〉、1975年。 NCID BN03022934。全国書誌番号:69016432。
- 薮下信『彗星と星間物質』地人書館〈現代の数理科学シリーズ ; 3〉、1982年。 NCID BN00076766。全国書誌番号:83052215。
- 下保茂, 香西洋樹, 真鍋良之介『新編天文用語事典』誠文堂新光社、1984年。ISBN 4416284004。 NCID BN01708923。全国書誌番号:84032283。